# François Simon Cordier
François Simon Cordier (1797 – 1874) è stato un medico e botanico francese.
È stato membro fondatore e nel 1872 presidente della Société botanique de France.

## Pubblicazioni
- Les Champignons de la France, histoire, description, culture, usages, 1870
- Dissertation sur la langue française, les patois, et plus particulièrement le patois de la Meuse, 1843
- Funérailles du Dr J.-H. Léveillé. (5 février 1870.) Discours de M. Decaisne,.... Discours de M. le Dr Cordier,., 1870
- Guide de l'amateur de champignons, ou Précis de l'histoire des champignons alimentaires, vénéreux, et employés dans les arts, qui croissent sur le sol de la France, 1826
- Mémoire sur la possibilité de faire disparaître par le moyen du tatouage certaines taches ou naevi-materni de la peau, 1848